# Clément Desalle
Clément Desalle (La Louvière, 19 mei 1989) is een Belgisch voormalig motorcrosser. Op zestienjarige leeftijd debuteerde hij voor Kurz-Suzuki in het wereldkampioenschap MX1.

## Levensloop
In 2006 gaat de Grand Prix carrière van Clément Desalle van start. De op dat moment 16-jarige Waal debuteert dat jaar in het Wereldkampioenschap MX1 voor het bescheiden Duitse Kurz-Suzuki. Twee jaar lang ondergaat Desalle een leerproces bij het Kurz-Suzuki team. Na deze twee jaren stopt het Kurz-Suzuki team wegens financiële moeilijkheden en verkast Desalle naar een ander Duits team: Inotec-Suzuki. Voor dat team betwist hij in 2008 wederom het WK MX1. Dit jaar wordt het jaar van de doorbraak voor Desalle, met enkele sterke resultaten. Aan het eind van 2008 wordt het duidelijk dat Inotec-Suzuki er ook de brui aan zal geven en dat er opnieuw op zoek moet worden gegaan naar een team.
Naar het seizoen 2009-2010 wordt er met vele topteams onderhandeld want voor vele is het duidelijk, Clément Desalle is "the next big thing". Na lange onderhandelingen met o.a. het fabrieks-KTM-team, Suzuki- en Kawasaki-team gaat uiteindelijk verrassend het Lierse LS Honda met Clément Desalle in zee om samen het WKMX1 te betwisten. Het nog jonge LS Honda team kent wat groeipijnen en Clément Desalle heeft wat problemen met de transitie van Suzuki naar Honda. Maar nog in de "pre-season" races liet de tandem LS Honda-Desalle sprekende resultaten optekenen. Voor de kenners was het dan ook geen verrassing dat de eerste Grand Prix in Faenza ook meteen het eerste podium was voor Desalle.
Clément Desalle kent een seizoen als in een sprookje en breekt op de privé Honda, van het Lierse LS Honda, echt door in de wereld van het WK Motorcross. De nog steeds maar 20-jarige Belg wint in 2009 zijn eerste Grand Prix in Tsjechië en doet dit daarna nogmaals in Brazilië. Daarnaast eindigt hij ook nog viermaal op het podium en derde in de eindstand van het WKMX1. Dit seizoen blijft niet onopgemerkt en andermaal melden de grote teams zich voor Clément Desalle. Uiteindelijk is het het Belgische Suzukiteam, geleid door Sylvain Geboers, dat Clément Desalle uitkoopt bij LS Honda.
Bij het Suzuki team van de broers Geboers weet Clément Desalle zo'n 17 Grand Prix wedstrijden te winnen en dit verspreid over zes seizoenen in het Wereldkampioenschap MX1/MXGP klasse. De opperbeloning, het behalen van de wereldtitel zit er echter niet in voor Clément Desalle. In 2011 komt de op dat moment 22-jarige wel vol in de race om deze titel, en in de lijf aan lijf gevechten met Antonio Cairoli toont hij zich minstens de evenknie. Het mag evenwel niet zijn, terwijl hij aan de leiding staat in het Wereldkampioenschap, komt hij ten val tijdens een manche om het Belgische kampioenschap in Tongeren. De schade: een ontwricht schouder. Bij de eerste twee volgende Grand Prix wedstrijden scoort de pijn verbijtende Clément Desalle 19 punten minder dan zijn rechtstreekse titelconcurrent Antonio Cairoli. Maar de hoop is nog steeds aanwezig met slechts 18 punten achterstand op de Italiaan. Alleen dan gebeurd, wat niet mocht gebeuren. Tijdens de Grand Prix van Letland wordt Clément Desalle geraakt door het achterwiel van een concurrent. De Franstalige belg gaat hard tegen de grond en dit op de alreeds geblesseerde schouder. Dat weekend eindigt hij tweemaal achtste, goed voor een negende plaats in dag afrekening, tevens ziet hij de kloof op de leider in het wereldkampioenschap groeien tot 42 punten. De Grand Prix van Limburg, verreden in Lommel België, lijkt een nieuwe wederopstanding te zijn. In dat diepe mulle zand van Lommel scoort hij een knappe podiumplaats, die meteen één week later wordt vervolgd met een Grand Prix overwinning in Loket, Tsjechië. De titel mag dan zo goed als weg zijn, de beresterke Clément Desalle van bij de start van het seizoen lijkt teruggekeerd voor nog enkele overwinningen. Alleen steekt een nieuwe blessure daar een stokje voor, er komen géén overwinningen meer bij dat seizoen. Een zware crash tijdens de BK manche op de Keiheuvel in Balen beëindigd vroegtijdig het 2011 seizoen.
Na zes seizoenen besluit Clément Desalle in aanloop naar het 2016 seizoen andere oorden op te zoeken. De ondertussen veelvoudig vice-wereldkampioen kiest voor het het Monster Energy Kawasaki team, het officiële fabrieksteam van de Japanse fabrikant. Daar vindt hij z'n voormalig LS Honda mecanicien Francois Lemariey als teammanager.
Op 13 oktober 2020 kondigt Clément Desalle na vijftien seizoenen te stoppen met MXGP-wedstrijden. In een Instagram-bericht laat hij o.a. weten "dat het steeds moeilijker werd om te genieten van het leven en racen in de wereld van het wereldkampioenschap motorcross. Maar dat hij er steeds van zal houden om met een motor te rijden en zal dat ook blijven doen.".

## Palmares

### Grand Prix Resultaten
| Jaar | Team                          | 1           | 2           | 3           | 4           | 5           | 6           | 7            | 8            | 9            | 10           | 11           | 12           | 13           | 14           | 15           | 16           | 17           | 18           | 19           | 20         | pos   | Punten     |
| ---- | ----------------------------- | ----------- | ----------- | ----------- | ----------- | ----------- | ----------- | ------------ | ------------ | ------------ | ------------ | ------------ | ------------ | ------------ | ------------ | ------------ | ------------ | ------------ | ------------ | ------------ | ---------- | ----- | ---------- |
| 2006 | Kurz-Suzuki                   | 32ste 0 ptn | 28ste 0 ptn | 26ste 0 ptn | 26ste 1 pnt | DNS         | 11de 18 ptn | 21ste 6 ptn  | 28ste 0 ptn  | 23ste 5 ptn  | DNS          | 17de 9 ptn   | 17de 8 ptn   | 29 ste 0 ptn | 16de 11 ptn  | 14de 12 ptn  |              |              |              |              |            | 25ste | 70 punten  |
| 2007 | Kurz-Suzuki                   | 17de 9 ptn  | 27ste 0 ptn | 17de 8 ptn  | 17de 10 ptn | 20ste 6 ptn | DNS         | 18de 6 ptn   | 18de 8 ptn   | 15de 14 ptn  | 27ste 0 ptn  | 14de 16 ptn  | 18de 10 ptn  | 12de 19 ptn  | 21ste 2 ptn  | 22ste 4 ptn  |              |              |              |              |            | 20ste | 117 punten |
| 2008 | Inotec-Suzuki                 | 15de 10 ptn | 9de 12 ptn  | 10de 21 ptn | 16de 12 ptn | 11de 18 ptn | 9de 22 ptn  | 12de 20 ptn  | 10de 19 ptn  | 6de 28 ptn   | 14de 11 ptn  | 12de 17 ptn  | 8ste 25 ptn  | 9de 20 ptn   | 7de 28 ptn   | 7de 27 ptn   |              |              |              |              |            | 11de  | 290 punten |
| 2009 | LS Honda                      | 3de 20 ptn  | 10de 17 ptn | 8ste 24 ptn | 8ste 25 ptn | 3de 40 ptn  | 5de 36 ptn  | 3de 42 ptn   | 5de 33 ptn   | 6de 31 ptn   | 2de 41 ptn   | 5de 36 ptn   | 5de 34 ptn   | 1ste 47 ptn  | 3de 35 ptn   | 1ste 47 ptn  |              |              |              |              |            | 3de   | 508 punten |
| 2010 | Rockstar Energy - Teka Suzuki | 3de 36 ptn  | 2de 43 ptn  | 34ste 0 ptn | 1ste 44 ptn | 5de 35 ptn  | 3de 38 ptn  | 3de 40 ptn   | 2de 40 ptn   | 1ste 47 ptn  | 2de 44 ptn   | 3de 38 ptn   | 2de 42 ptn   | 9de 24 ptn   | 9de 23 ptn   | 1ste 43 ptn  |              |              |              |              |            | 2de   | 537 punten |
| 2011 | Rockstar Energy - Suzuki      | 1ste 47 ptn | 6de 31 ptn  | 1ste 50 ptn | 3de 36 ptn  | 3de 35 ptn  | 1ste 50 ptn | 4de 36 ptn   | 7de 27 ptn   | 3de 36 ptn   | 9de 26 ptn   | 2de 40 ptn   | 1ste 47 ptn  | DNS Blessure | DNS Blessure | DNS Blessure |              |              |              |              |            | 3de   | 461 punten |
| 2012 | Rockstar Energy - Suzuki      | 2de 44 ptn  | 8ste 23 ptn | 3de 38 ptn  | 2de 44 ptn  | 7de 30 ptn  | 4de 34 ptn  | 1ste 45 ptn  | 2de 40 ptn   | 1ste 50 ptn  | 6de 32 ptn   | 2de 42 ptn   | 3de 40 ptn   | 6de 25 ptn   | 6de 29 ptn   | 3de 38 ptn   | 3de 40 ptn   |              |              |              |            | 2de   | 594 punten |
| 2013 | Rockstar Energy - Suzuki      | 1ste 47 ptn | 3de 40 ptn  | 7de 29 ptn  | 4de 33 ptn  | 3de 40 ptn  | 3de 38 ptn  | 2de 40 ptn   | 3de 42 ptn   | 10de 25 ptn  | 3de 40 ptn   | 3de 40 ptn   | 2de 42 ptn   | 2de 47 ptn   | 1ste 50 ptn  | 1ste 47 ptn  | 1ste 47 ptn  | 9de 24 ptn   |              |              |            | 2de   | 671 punten |
| 2014 | Rockstar Energy - Suzuki      | 7de 27 ptn  | 2de 44 ptn  | 2de 40 ptn  | 1ste 47 ptn | 4de 36 ptn  | 4de 36 ptn  | 1ste 50 ptn  | 2de 43 ptn   | 1ste 50 ptn  | 4de 32 ptn   | 1ste 47 ptn  | 11de 18 ptn  | DNS Blessure | 16de 14 ptn  | DNS Blessure | DNS Blessure | DNS Blessure |              |              |            | 4de   | 484 punten |
| 2015 | Rockstar Energy - Suzuki      | 2de 44 ptn  | 2de 44 ptn  | 2de 45 ptn  | 3de 38 ptn  | 3de 38 ptn  | 4de 38 ptn  | 2de 44 ptn   | 32ste 0 ptn  | DNS Blessure | DNS Blessure | DNS Blessure | DNS Blessure | DNS Blessure | DNS Blessure | DNS Blessure | DNS Blessure | DNS Blessure | DNS Blessure |              |            | 10de  | 331 punten |
| 2016 | Monster Energy Kawasaki       | 20ste 3 ptn | 20ste 6 ptn | 14de 14 ptn | 10de 24 ptn | 5de 32 ptn  | 22ste 3 ptn | DNS Blessure | DNS Blessure | 4de 35 ptn   | 5de 31 pnt   | 9de 22 ptn   | 3de 40 ptn   | 4de 34 ptn   | 8ste 29 ptn  | 10de 25 ptn  | 1ste 44 ptn  | 5de 30 ptn   | DNS Blessure |              |            | 8ste  | 372 punten |
| 2017 | Monster Energy Kawasaki       | 3de 40 ptn  | 3de 20 ptn  | 6de 31 ptn  | 7de 28 ptn  | 6de 32 ptn  | 11de 21 ptn | 4de 38 ptn   | 4de 36 ptn   | 1ste 43 ptn  | 1ste 44 ptn  | 7de 27 ptn   | 8ste 26 ptn  | 2de 44 ptn   | 4de 31 ptn   | 12de 21 ptn  | 4de 36 ptn   | 7de 25 ptn   | DNF Blessure | DNS Blessure |            | 4de   | 544 punten |
| 2018 | Monster Energy Kawasaki       | 3de 40 ptn  | 7de 27 ptn  | 3de 36 ptn  | 2de 42 ptn  | 9de 20 ptn  | 1ste 47 ptn | 4de 32 ptn   | 4de 34 ptn   | 4de 36 ptn   | 4de 37 ptn   | 8ste 23 ptn  | 5de 33 ptn   | 3de 40 ptn   | 6de 32 ptn   | 9de 24 ptn   | 3de 40 ptn   | 3de 38 ptn   | 3de 38 ptn   | 8ste 26 ptn  | 3de 40 ptn | 3de   | 685 punten |
| 2019 | Monster Energy Kawasaki       | 4de 33 ptn  | 4de 32 ptn  | 2de 38 ptn  | 18de 9 ptn  | 4de 30 ptn  | 4de 33 ptn  | 4de 33 ptn   | DNF Blessure | DNS Blessure | DNS Blessure | DNS Blessure | DNS Blessure | DNS Blessure | DNS Blessure | DNS Blessure | DNS Blessure | DNS Blessure | DNS Blessure |              |            | 6de   | 208 punten |
| 2020 | Monster Energy Kawasaki       | 7de 32 ptn  | 6de 28 ptn  | 10de 20 ptn | 6de 30 ptn  | 11de 21 ptn | 12de 15 ptn | 11de 22 ptn  | 8ste 26 ptn  | 5de 28 ptn   | 12de 16 ptn  | 8ste 24 ptn  | 5de 32 ptn   | 12de 18 ptn  | 8ste 24 ptn  | 8ste 26 ptn  | 3de 40 ptn   | 4de 36 ptn   | 5de 28 ptn   |              |            | 7de   | 466 punten |

- DNF: Did Not Finish - Niet gefinisht
- DNS: Did Not Start - Niet van start gegaan

| 1           | 09-08-2009 | Tsjechië         | Loket                      |
| 2           | 13-09-2009 | Brazilië         | Canelinha                  |
| 3           | 09-05-2010 | Portugal         | Águeda                     |
| 4           | 27-06-2010 | Letland          | Ķegums                     |
| 5           | 12-09-2010 | Italië           | Fermo                      |
| 6           | 10-04-2011 | Bulgarije        | Sevlievo                   |
| 7           | 15-05-2011 | Verenigde Staten | Glen Helen                 |
| 8           | 12-06-2011 | Portugal         | Águeda                     |
| 9           | 07-08-2011 | Tsjechië         | Loket                      |
| 10          | 10-06-2012 | Portugal         | Águeda                     |
| 11          | 01-07-2012 | Zweden           | Uddevalla                  |
| 12          | 02-03-2013 | Qatar            | Losail                     |
| 13          | 04-08-2013 | Tsjechië         | Loket                      |
| 14          | 18-08-2013 | België           | Bastenaken                 |
| 15          | 25-08-2013 | Groot-Brittannië | Matterley Basin            |
| MXGP-klasse |            |                  |                            |
| 16          | 13-04-2014 | Trente (Italië)  | Pietramurata               |
| 17          | 11-05-2014 | Spanje           | Talavera de la Reina       |
| 18          | 01-06-2014 | Frankrijk        | Saint-Jean-d'Angély        |
| 19          | 22-06-2014 | Duitsland        | Teutschenthal              |
| 20          | 28-08-2016 | Nederland        | Assen                      |
| 21          | 28-05-2017 | Frankrijk        | Ernée                      |
| 22          | 11-06-2017 | Rusland          | Toeapse (Orljonok-circuit) |
| 23          | 01-05-2018 | Rusland          | Toeapse (Orljonok-circuit) |

### AMA Motorcross Wildcard Resultaten
| Jaar | Team                                       |                                                                   |                                                                | pos   | Punten    |
| ---- | ------------------------------------------ | ----------------------------------------------------------------- | -------------------------------------------------------------- | ----- | --------- |
| 2009 | LS Honda feat Dirt Lab and Ryan Clark      | Washougal (WA) Heat 1: 3de Heat 2: 25ste Overall: 10de (20 ptn)   |                                                                | 41ste | 20 punten |
| 2010 | Rockstar Energy - Teka - Makita Suzuki USA | Unadilla (NY) Heat 1: 2de Heat 2: 2de Overall: 2th (44 ptn)       |                                                                | 24ste | 44 punten |
| 2013 | Rockstar Energy Suzuki                     | Thunder Valley (CO) Heat 1: 5th Heat 2: 7de Overall: 6de (30 ptn) | Muddy Creek (TN) Heat 1: 5th Heat 2: 9de Overall: 6de (28 ptn) | 20ste | 58 punten |

### Deelnames aan de Motocross of Nations
| 2009                                  | 2010                                        | 2012                                          | 2013                                          | 2018                                        |
| ------------------------------------- | ------------------------------------------- | --------------------------------------------- | --------------------------------------------- | ------------------------------------------- |
| Autodromo Di Franciacorta             | Thunder Valley                              | Lommel                                        | Teutschenthal                                 | Red Bud                                     |
| Teamgenoten Steve Ramon Joel Roelants | Teamgenoten Steve Ramon Jeremy Van Horebeek | Teamgenoten Ken De Dycker Jeremy Van Horebeek | Teamgenoten Ken De Dycker Jeremy Van Horebeek | Teamgenoten Jago Geerts Jeremy Van Horebeek |
| 3de                                   | 2de                                         | 2de                                           | 1ste                                          | 7de                                         |

## Palmares
- 2013: Winnaar - Motocross of Nations (Team)[6]
- 2012: Tweede op Motocross of Nations (Team)
- 2010: Tweede op Motocross of Nations (Team) - Winnaar MX OPEN klasse op MXoN
- 2009: Belgisch Kampioen MX1 - Derde op Motocross of Nations (Team)
- 2008: Tweede in het Duits kampioenschap MX1 (ADAC MX Masters)
- 2007: Vijfde in het Duits kampioenschap MX1 (ADAC MX Masters)
- 2006: Achtste in het Duits kampioenschap MX1 (ADAC MX Masters)
- 2005: Vijfde in het 125cc Junior Wereldkampioenschap & Negende in het Europees kampioenschap 125cc
- 2004: Negende in het 125cc Frans Junior kampioenschap
- 2003: Negende in het 125cc Frans Cadet kampioenschap